# 미스테리 데이트
《미스테리 데이트》(영어: Mystery Date)는 1991년 개봉한 미국의 청춘 코미디 영화이다. 조너선 왁스가 연출하고, 이선 호크, 테리 폴로 등이 출연하였다.

## 줄거리
10대 톰은 이웃의 지나에게 반해 있지만 좀처럼 용기를 내지 못한다. 톰은 그와 달리 근사한 법대생인 형에게서 가르침을 받고, 지나에게 데이트를 신청해 승낙을 받는다.
톰은 형에게서 빌린 클래식 1959년형 디소토 파이어스위프를 끌고 지나와 고대하던 데이트에 나선다. 그러나 밤이 깊어질수록 톰은 형의 실체가 그간 자신이 알고 있던 것과는 큰 차이가 있다는 걸 알게 되고, 자신을 형으로 착각한 다양한 사람들에게서 위협을 받는다.

## 출연진
- 이선 호크 - 톰 맥휴 역
- 테리 폴로 - 지나 매슈스 역
- 브라이언 맥너마라 - 크레이그 맥휴 역
- 피셔 스티븐스 - 드와이트 역
- BD 웡 - 제임스 루 역
- 토니 로자토 - 샤피 역
- 돈 S. 데이비스 - 도히니 역
- 제임스 홍 - 점쟁이 역
- 빅터 웡 - 관리인 역
- 핑 우 - 빈스 역
- 제리 와서먼 - 앨 콘던 형사 역
- 테리 데이비드 멀리건
- 메릴린 갠 - 맥휴 부인 역
- 샬린 마틴 - 수젯 역
- 캐런 캠벨 - 수지 역

## 우리말 녹음
SBS 성우진 (1996년 1월 26일)
- 홍시호 - 톰(이선 호크)
- 윤소라 - 지나(테리 폴로)
- 김준 - 크레이그(브라이언 맥너마라)
- 김익태 - 제임스(BD 웡)
- 강구한 - 샤피(토니 로자토)
- 서문석 - 드와이트(피셔 스티븐스)
- 최문자 - 톰과 크레이그의 엄마(메릴린 갠)
- 김용식 - 톰과 크레이그의 아버지(테리 데이비드 멀리건)
- 김창주 - 콘던(제리 와서먼)
- 이진화 - 수젯(샬린 마틴)
- 차명화 - 술집 여자(캐런 캠벨)